# İshak Çakmak
İshak Çakmak (sinh 20 tháng 11 năm 1992) là một cầu thủ bóng đá Thổ Nhĩ Kỳ thi đấu ở vị trí tiền vệ cho Boluspor.